# Malattia da membrane ialine polmonari
La sindrome da distress respiratorio del neonato, chiamata in epoca passata la malattia da membrane ialine polmonari (MMI), è una sindrome che colpisce i neonati, soprattutto quelli nati pretermine, che non hanno ancora raggiunto una completa maturazione polmonare. Si calcola che circa il 50% dei neonati deceduti presenti tale sindrome.. Nella letteratura internazionale tale sindrome prende il nome di Infant o Neonatal Respiratory Distress Syndrome (IRDS o NRDS).

## Cause
La nascita pretermine si accompagna a immaturità polmonare da un punto di vista anatomico e funzionale. La principale alterazione funzionale è la carenza (o in casi di prematurità estrema, l'assenza) del surfattante (o tensioattivo polmonare), sostanza lipoproteica prodotta dai pneumociti di II tipo a livello alveolare a partire circa dalla trentacinquesima settimana d'età gestazionale'. La principale funzione del surfattante è diminuire la tensione superficiale garantendo l'espansione alveolare durante gli atti respiratori, una sua assenza pertanto si accompagna a ridotta espansione alveolare e tendenza alla chiusura con compromissione degli scambi gassosi.
La carenza o assenza del tensiottivo polmonare può essere causata, oltre che dalla prematurità, anche da mutazioni a uno o più geni codificanti per le proteine del surfattante, alla sindrome da aspirazione di meconio e sepsi.

### Fattori di rischio
Costituiscono fattori di rischio il diabete materno e paterno, le gravidanze multiple, il sesso maschile, la razza bianca, un peso alla nascita minore di 1500 g e la nascita pretermine.

## Fisiopatologia
Tutti i neonati nel compiere il loro primo atto respiratorio devono esercitare una pressione di distensione polmonare molto alta poiché i polmoni sono totalmente collassati alla nascita. In situazioni normali la presenza del surfattante permette la diminuzione della tensione superficiale nell'alveolo, consente di mantenere la capacità funzionale residua e conseguentemente di incominciare l'inspirazione a un livello favorevole della curva pressione-volume del polmone: a ogni atto la capacità funzionale residua aumenta fino a portarsi a valori normali. Il neonato malato non potendo contare sulla presenza del surfattante esercita dei meccanismi dinamici di compenso volti ad aumentare la pressione di fine espirazione impedendo così la chiusura degli alveoli:
- mantiene tonicamente attivi i muscoli inspiratori durante l'espirazione e ciò rende la gabbia toracica più rigida;
- aumenta la resistenza delle vie aeree adducendo le corde vocali durante l'espirazione;
- aumenta la frequenza respiratoria e diminuisce il tempo espiratorio.

## Sintomi e segni
Il neonato mostra una difficoltà respiratoria più o meno marcata, il respiro appare molto rapido e difficoltoso già da poche ore dopo la nascita, anche se a volte i sintomi compaiono immediatamente. Il primo importante segno è il gemito di fine espirazione risultante dall'adduzione delle corde vocali. I neonati di peso più basso possono non avere il gemito e presentare subito episodi di apnea. In seguito compaiono cianosi, letargia e l'apnea diventa più prolungata. Poiché la gabbia toracica del neonato è molto elastica vista la prevalenza di tessuto cartilagineo rispetto a quello osseo a ogni atto inspiratorio si produce un rientramento via via sempre più marcato del torace, soprattutto al giugulo, all'arco costale e negli spazi intercostali. Nei casi più gravi si può arrivare al fenomeno del respiro paradosso o asincronia toraco-addominale in cui a ogni atto inspiratorio l'addome si espande mentre il torace collassa. Clinicamente tutti questi parametri vengono valutati mediante lo score di Silverman e Andersen. I valori emogasanalitici mostrano un'ipossia con acidosi. Questo porta a una vasocostrizione polmonare con aumento delle resistenze che promuovono il deposito di fibrina (membrane ialine).

## Esami
La radiografia del torace permette di stadiare la patologia ed è utile per il monitoraggio clinico:
- nelle forme più gravi si evidenzia un parenchima addensato che si mostrerà bianco;
- nelle forme più lievi si presenta una microgranulia caratterizzata da piccole zone più chiare che corrispondono agli alveoli collassati.

## Anatomia patologica
Macroscopicamente i polmoni appaiono di grandezza normale ma sono più compatti, atelettasici e hanno un colorito rosso-porpora più simile a quello del fegato. Essi, inoltre, sono più pesanti della norma, tanto da andare a fondo se immersi in acqua.
Microscopicamente gli alveoli si presentano poco sviluppati e spesso sono collassati. In caso di morte precoce del neonato si nota la presenza, nei bronchioli e nei dotti alveolari, di detriti cellulari causati dalla necrosi degli pneumociti alveolari, che in caso di maggior sopravvivenza, vengono inglobati in membrane ialine di color rosa. Tali membrane ricoprono i bronchioli respiratori, i dotti alveolari e meno frequentemente gli alveoli e sono costituite da fibrinogeno e fibrina (nonché i detriti necrotici precedentemente descritti). Si può anche notare la presenza di una debole reazione infiammatoria.
La presenza delle membrane ialine è il costituente tipico della malattia da membrane ialine polmonari ma esse non si presentano in caso di nati morti o di neonati che sopravvivono solo per poche ore. Se il neonato sopravvive per più di 48 ore cominciano a verificarsi fenomeni riparativi: proliferazione dell'epitelio alveolare e desquamazione delle membrane i cui frammenti si disperdono nelle vie aeree dove vengono digerite o fagocitate dai macrofagi tissutali.

## Terapia
La terapia si basa principalmente su tre cose: la CPAP, l'ossigenoterapia e la somministrazione di surfattante, quali il lucinactant, che ha sostituito il non più utilizzato pumactant.
- La CPAP permette di instaurare artificialmente quella pressione positiva di fine espirazione che il neonato cerca di produrre coi meccanismi di compenso precedentemente descritti e che alla lunga non è più in grado di generare.
- L'ossigenoterapia è richiesta nel caso di bambini gravemente ipossici.
- La somministrazione di surfattante con metodo INSURE[8] permette di colmare il deficit naturale di questa sostanza.

Quando questo triplice supporto terapeutico dovesse fallire si ricorre alla ventilazione meccanica che permette al neonato di respirare con volumi e pressioni impostate da un respiratore automatico.

## Prognosi
La prognosi è buona se il trattamento avviene in tempo, riducendo la mortalità al 10% dei casi, che avvengono soprattutto durante il primo periodo di somministrazione dell'ossigeno.